# Feldbahn Amance–Piroué
| Streckenverlauf (gelb markiert) auf einer Landkarte von 1907 |                     |                                                        |                                                        |
| Streckenlänge: | 6 km                |                                                        |                                                        |
| Spurweite: | 1000 mm (Meterspur) |                                                        |                                                        |
| |                     |                                                        |                                                        |
| \| \| 0,0 \| Eisenmine bei Amance La Sainte Barbe[1] \| Eisenmine bei Amance La Sainte Barbe[1] \| \| \| ~4,3 \| Étangs-Bach (Brücke mit steinernen Pfeilern) \| Étangs-Bach (Brücke mit steinernen Pfeilern) \| \| \| ~5,0 \| N 413 (heute D 913) \| N 413 (heute D 913) \| \| \| \| \| \| \| \| \| Bahnstrecke Champigneulles–Sarralbe von Champigneulles \| \| \| \| \| \| \| \| \| 6,0 \| Eulmont-Agincourt in Piroué \| Eulmont-Agincourt in Piroué \| \| \| \| Bahnstrecke Champigneulles–Sarralbe n. Sarralbe \| \| |                     |                                                        |                                                        |
| Kopfbahnhof Streckenanfang (Strecke außer Betrieb) | 0,0                 | Eisenmine bei Amance La Sainte Barbe                   | Eisenmine bei Amance La Sainte Barbe                   |
| Brücke über Wasserlauf (Strecke außer Betrieb) | ~4,3                | Étangs-Bach (Brücke mit steinernen Pfeilern)           | Étangs-Bach (Brücke mit steinernen Pfeilern)           |
| Bahnübergang (Strecke außer Betrieb) | ~5,0                | N 413 (heute D 913)                                    | N 413 (heute D 913)                                    |
| |                     |                                                        |                                                        |
| Strecke von rechts (außer Betrieb) · Strecke |                     | Bahnstrecke Champigneulles–Sarralbe von Champigneulles | Bahnstrecke Champigneulles–Sarralbe von Champigneulles |
| |                     |                                                        |                                                        |
| Bahnhof (Strecke außer Betrieb) · Kopfbahnhof Streckenende | 6,0                 | Eulmont-Agincourt in Piroué                            | Eulmont-Agincourt in Piroué                            |
| Strecke nach links (außer Betrieb) |                     | Bahnstrecke Champigneulles–Sarralbe n. Sarralbe        | Bahnstrecke Champigneulles–Sarralbe n. Sarralbe        |

Die Feldbahn Amance–Piroué (franz. La voie ferrée de la mine de fer d’Amance au Piroué, umgangssprachlich le tacot de la mine) war eine von 1895 bis 1936 betriebene, etwa 6 km lange Meterspurbahn von der Eisenmine bei Amance zum Bahnhof Eulmont-Agincourt in Piroué 1 km nördlich von Agincourt und 7,5 km nordöstlich von Nancy.

## Geschichte
Das Stollenmundloch des Bergwerks von Amance befand sich auf dem Gebiet der Gemeinde Bouxières-aux-Chênes. Zwei Stollen durchzogen die Erzlagerstätte von einer Seite zur anderen. Die Feldbahn transportierte das Erz zum Bahnhof Eulmont-Agincourt au Piroué in der Gemeinde Dommartin-sous-Amance und wurde auch für den Personenverkehr genutzt. Am Bahnhof wurde das Erz in normalspurige Eisenbahnwagen umgeladen, in denen es zu den Hochöfen von Maxéville transportiert wurde.
Das Bergwerk hat bis zu 125 Bergleute beschäftigt. In den Jahren 1901, 1906 und 1911 kamen mehr als 70 Bergleute aus Amance und den umliegenden Dörfern, insbesondere aus Bouxières-aux-Chênes. Die Direktoren des Bergwerks wohnten in Piroué.